# فانادينيت
فانادينيت (Vanadinite) معدن له الصيغة (Pb5(VO4)3Cl) مزيج طبيعي من الرصاص والكلور والفاناديوم.

## معرض صور

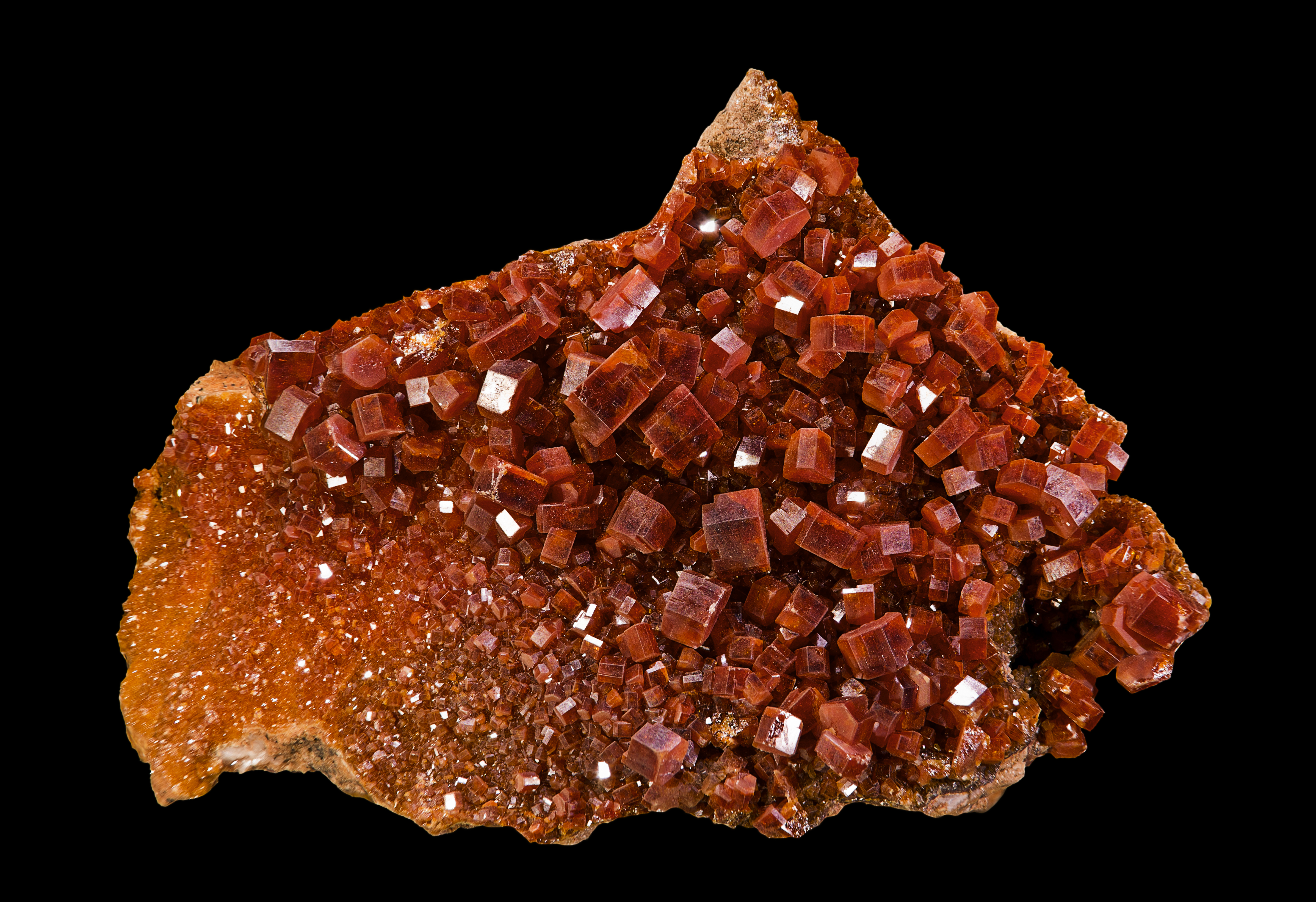
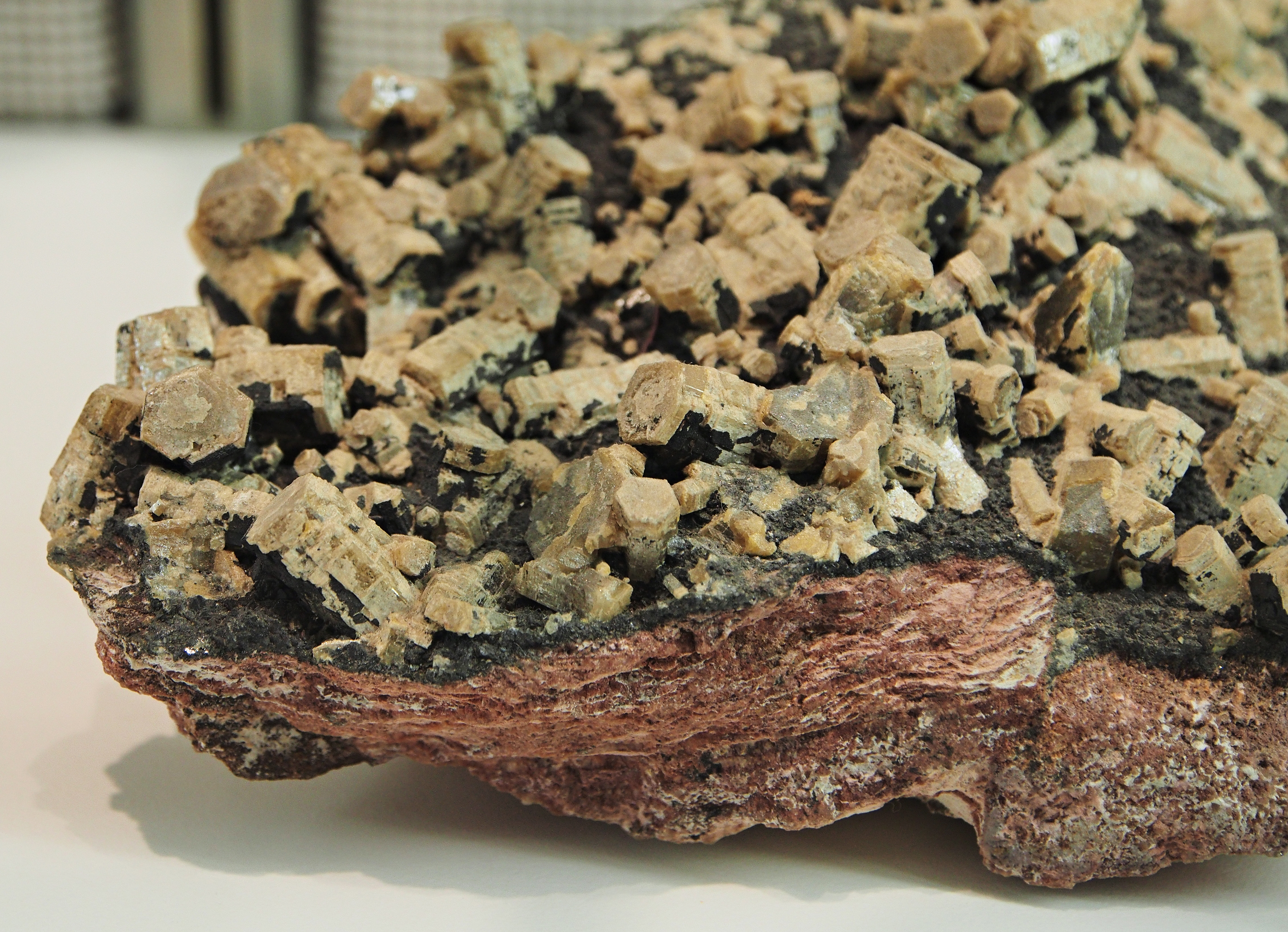
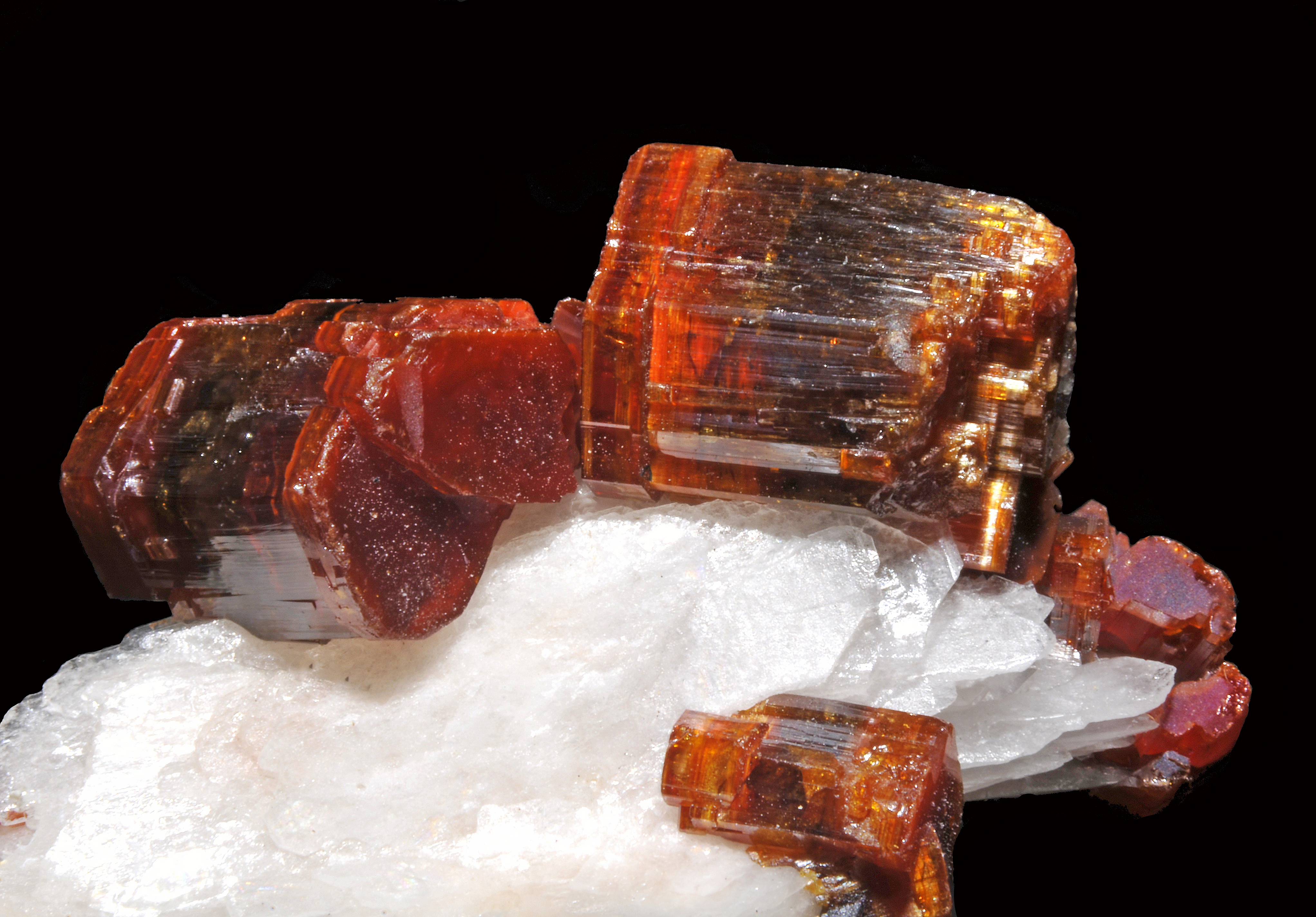
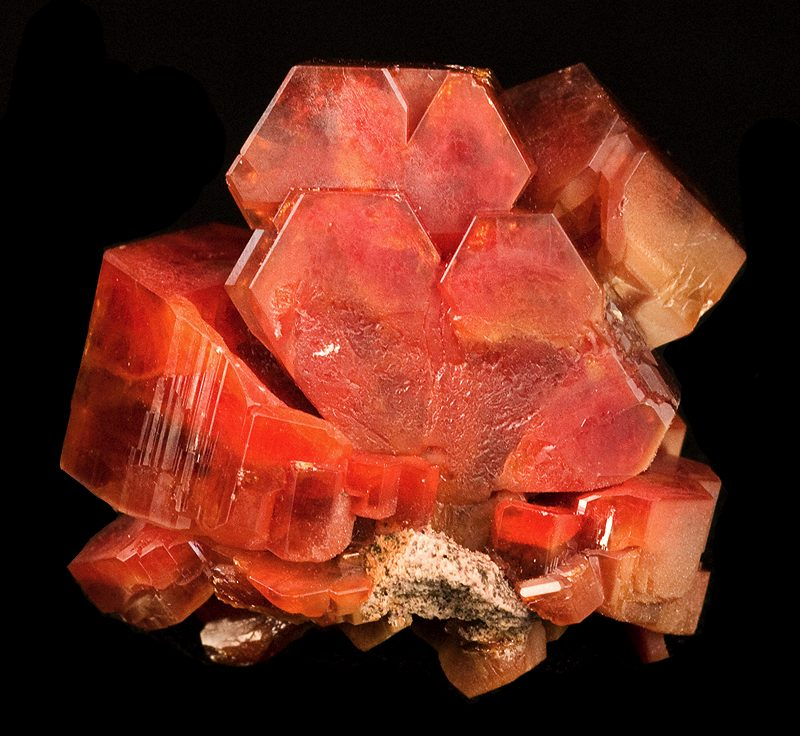
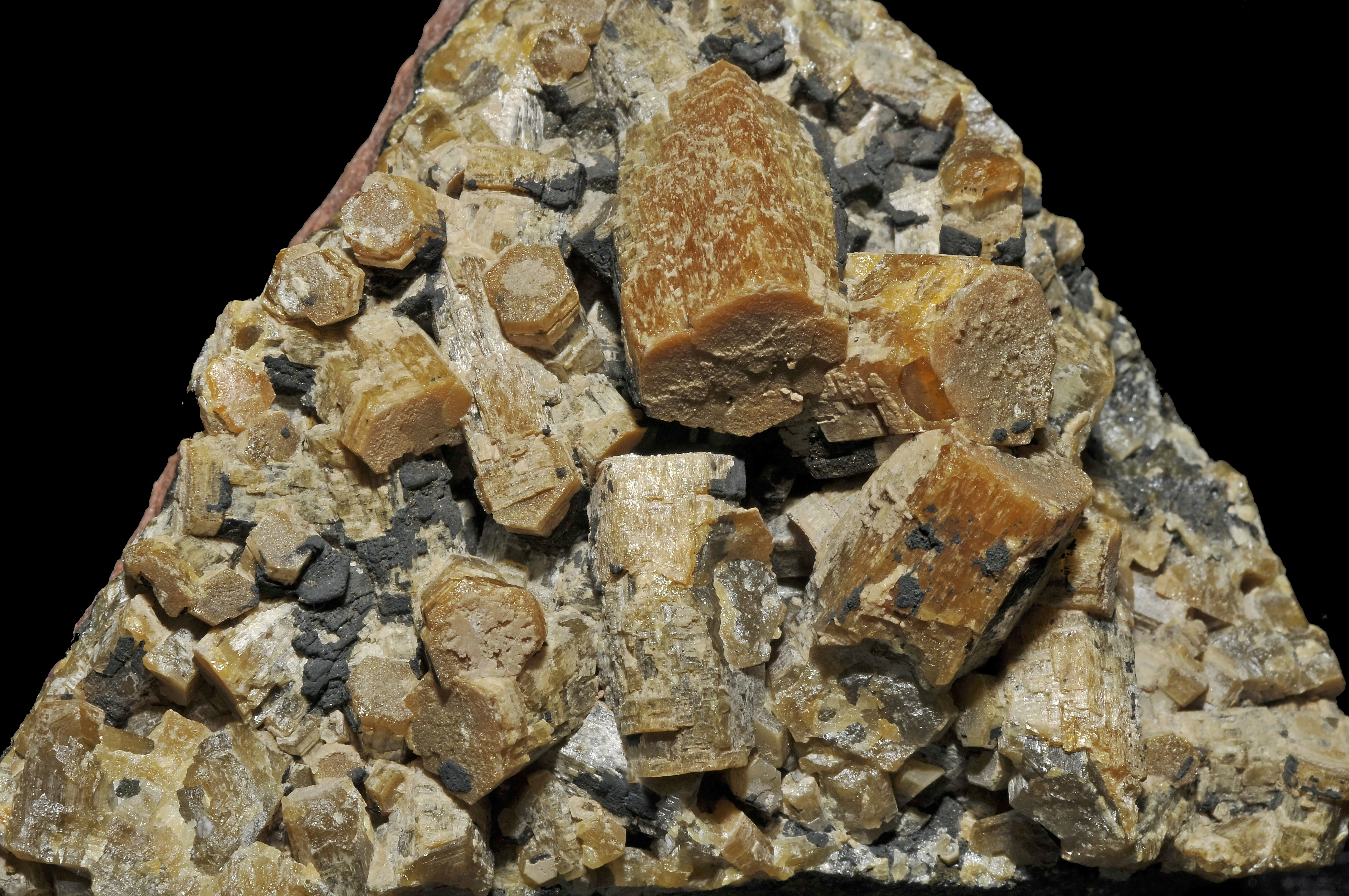
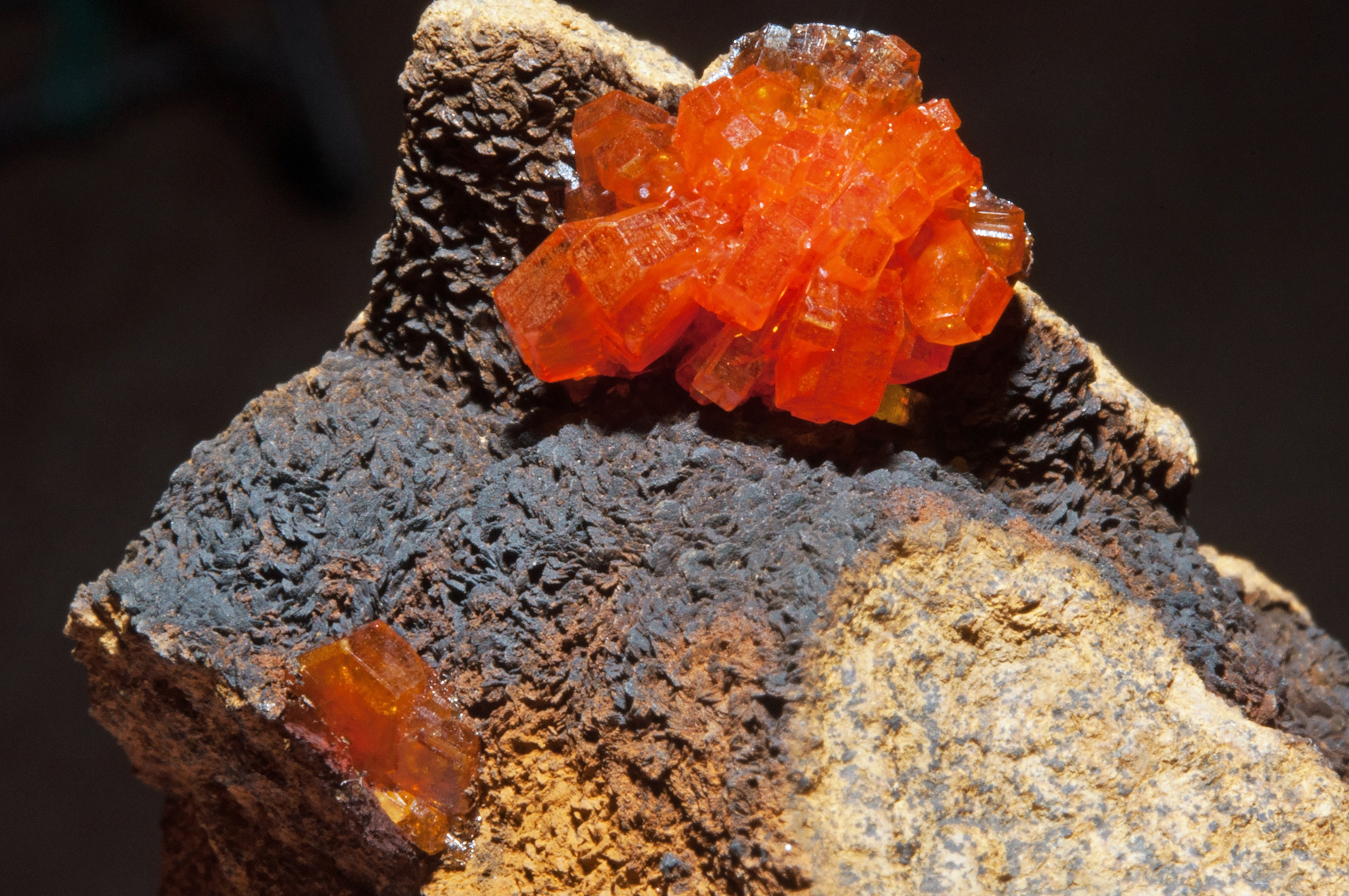